# Ocrepeira jacara
Ocrepeira jacara là một loài nhện trong họ Araneidae.
Loài này thuộc chi Ocrepeira. Ocrepeira jacara được Herbert Walter Levi miêu tả năm 1993.